# Melanippidész
Melanippidész (Μελανιππίδης, Melosz, Kr. e. 480? – Pella?, Kr. e. 412?) ókori görög lírai költő, muzsikus (melopoiosz), elsősorban dithüramboszok szerzőjeként szerzett hírnevet. A fiatal Philoxenosz tanítója volt.
Életéről kevés adat van. Laszosznál fiatalabb volt, Pherekratésznak kortársa volt. Élete utolsó éveit II. Perdikkasz makedón király (kb. Kr. e. 450 – 413) udvarában töltötte. Sokféle zenei újítást vezetett be, megnövelte az eredetileg héthúros líra húrjainak számát valószínűleg tízre, a dithürambosz antistrofikus szerkezetét megbontva hosszú hangszeres szólókat, előjátékokat (anabolé) iktatott be.
Xenophón Melanippidészt a saját műfajában, a dithüramboszban Homérosszal, Szophoklésszel, Polükleitosszal, Zeuxisszal egy szintre helyezi, Plutarkhosz Szimónidésszel, Euripidésszel említi őt egy sorban. Pszeudo-Plutarkhosz szerint Philoxenosz és Timotheosz zenei újításainak előfutára volt.
Töredékek maradtak fenn Danaidák, Marszüasz és Perszephoné című műveiből.